# موج حامل

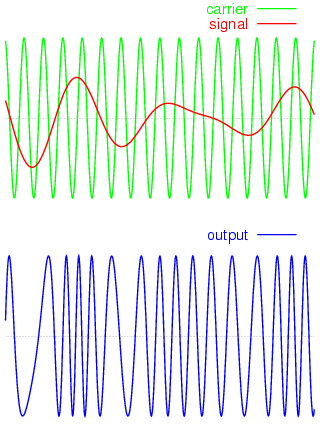
موج حامل = carrier. موج ورودی (حاوی اطلاعات) = signal. خروجی = output

در مخابرات، موج حامل یا حامل، موجی است (معمولاً سینوسی) که با هدف حمل اطلاعات، به وسیلهٔ یک سیگنال دیگر (سیگنال اطلاعات) مدوله می‌شود.
موج حامل معمولاً دارای بسامد بسیار بیشتری نسبت به سیگنال مدوله کننده است. هدف از این کار معمولاً انتقال اطلاعات در فضای آزاد و به صورت موج الکترومغناطیسی است (مانند ارتباطات رادیویی)، یا امکان استفاده از محیط انتقال مشترک برای چندین حامل با فرکانس‌های متفاوت است؛ این کار از طریق مالتی پلکسینگ تقسیم فرکانس (به انگلیسی: frequency division multiplexing) انجام می‌شود (مانند کاری که در سامانهٔ تلویزیون کابلی صورت می‌گیرد).
مدولاسیون فرکانس (اف‌ام) و مدولاسیون دامنه (ای‌ام) روش‌هایی معمول برای مدوله‌کردن حامل هستند. در روش مدولاسیون اس‌اس‌بی حامل عمداً تضعیف می‌شود (و حتی در بعضی روش‌های اس‌اس‌بی، به کلی حذف می‌شود). موج حامل را باید دوباره در گیرنده به وسیلهٔ یک بی‌اف‌او (نوسان‌ساز فرکانس ضربانی) ایجاد کرد. فرکانس یک ایستگاه تلویزیونی یا رادیویی در واقع فرکانس مرکزی موج حامل است.

## تعریف
در مخابرات، عبارت حامل با مخفف cxr یا موج حامل، می‌تواند معانی زیر را بدهد:
- شکلی از موج که برای مدولاسیون با یک سیگنال حاوی پیام مناسب است.
- یک گسیل مدوله‌نشده.

## سامانه‌های مدولاسیون حامل
روش‌های نوین ارتباطات (مانند طیف گسترده و فراپهن‌باند (به انگلیسی: ultra-wideband)) موج حامل متعارف ندارند، حتی اواف‌دی‌ام (که در دی‌اس‌ال به کار می‌رود و در اروپا برای اچ‌دی‌تی‌وی استفاده می‌شود) هم چنین است.
- اواف‌دی‌ام را می‌توان به صورت آرایه‌ای از موج‌های حامل متقارن تصور کرد. قوانینی حاکم بر انتشار موج حامل تأثیر متفاوتی روی اواف‌دی‌ام نسبت به 8VSB دارند.
- برخی شکل‌های انتقال طیف گسترده (و بیشتر شکل‌های فراپهن‌باند) از نظر ریاضی تهی از موج حامل هستند. روش عملکرد فرستنده معمولاً به گونه‌ای است که موج حامل پس‌مانده‌ای ایجاد می‌کند که ممکن است فرستاده‌شود یا نشود، و قابل تشخیص باشد یا نباشد.